# Winnsboro (Karolina Południowa)
Winnsboro – miasto w Stanach Zjednoczonych, w stanie Karolina Południowa, w hrabstwie Fairfield.